# ビオプテリン
ビオプテリン(biopterin)は、体内で合成される補酵素の一つ。テトラヒドロビオプテリンの酸化分解産物である。
ビオプテリンの生合成および再生の欠損は高フェニルアラニン血症（症状はフェニルケトン尿症に類似）の原因となる。
ビオプテリンは松果腺を含む体内の至る場所で合成される。
ビオプテリンの欠乏はジストニアおよび狂犬病を含む様々な疾患に関連している。